# Metacordyceps
Metacordyceps es un género de hongos entomatógenos que esta incluidos dentro de la familia Clavicipitaceae y se definió a partir de la nueva clasificación de Cordyceps s.l. a partir de datos moleculares.

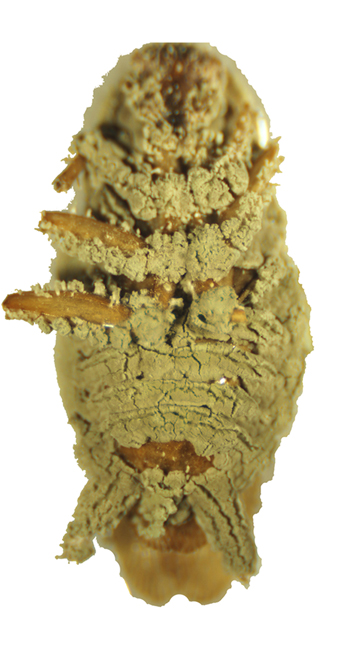
Metarhizium

Se considera el teleomorfo de Metarhizium, un bioinsecticida ampliamente utilizado actualmente y, de Pochonia, un nematófago.
Metacordyceps morfológicamente se caracteriza por poseer estromas rígidos con colores que van desde el blanco a gama de púrpuras o verde hacia negro. Casi siempre se encuentra enterrado en el suelo o en madera en alto grado de descomposición. Muchos de sus hospederos son pupas o larvas del orden Lepidoptera.